# Taisija Czenczik
Taisija Filippowna Czenczik (ros. Таисия Филипповна Ченчик, ur. 30 stycznia 1936 w Pryłukach, zm. 19 listopada 2013 w Moskwie) – rosyjska lekkoatletka startująca w barwach ZSRR, specjalistka skoku wzwyż, medalistka olimpijska z Tokio z 1964, mistrzyni Europy.
Zdobyła srebrny medal na mistrzostwach Europy w 1958 w Sztokholmie, przegrywając jedynie z Iolandą Balaș z Rumunii, a wyprzedzając Brytyjkę Dorothy Shirley. Na igrzyskach olimpijskich w 1960 w Rzymie zajęła w finale 5. miejsce. Była szósta na mistrzostwach Europy w 1962 w Belgradzie. Zwyciężyła na uniwersjadzie w 1963 w Porto Alegre.
Na igrzyskach olimpijskich w 1964 w Tokio zdobyła brązowy medal za Iolandą Balaș i Amerykanką Michele Brown. Zwyciężyła podczas finału pucharu Europy w 1965 w Kassel. Zdobyła złoty medal na mistrzostwach Europy w 1966 w Budapeszcie, wyprzedzając swą koleżankę z reprezentacji ZSRR Ludmyłę Komlewą i Polkę Jarosławę Biedę, a także na europejskich igrzyskach halowych w 1967 w Pradze, przed Lindą Knowles z Wielkiej Brytanii i Jaroslavą Kralovą z Czechosłowacji.
Czenczik była mistrzynią ZSRR w skoku wzwyż w  latach 1957-1959 i 1963, wicemistrzynią w 1962, 1964 i 1965 oraz brązową medalistką w 1960, 1961 i 1967. Pięciokrotnie poprawiała rekord ZSRR w latach 1957–1959 do wysokości 1,78 m (wyrównała ten rezultat podczas igrzysk w Tokio w 1964). Startowała w klubach Burewiestnik Czelabińsk (1956-1962) i Burewiestnik Moskwa (1963-1968).
Ukończyła studia w Instytucie Politechnicznym w Czelabińsku w 1959. Pracowała na tej uczelni w katedrze teoretycznych podstaw elektrotechniki w latach 1959–1962. W latach 1963–1969 była aspirantką Moskiewskiego Instytutu Energetyki, a od 1968 do 1991 wykładowcą elektrofizyki na tej uczelni.